# Paguristes perplexus
Paguristes perplexus är en kräftdjursart. Paguristes perplexus ingår i släktet Paguristes och familjen Diogenidae. Inga underarter finns listade i Catalogue of Life.